# Список умерших в 706 году

## Февраль
- 15 февраля:
  - Леонтий, византийский император (695—698);
  - Тиверий III, византийский император (698—705).

## Дата смерти неизвестна или требует уточнения
- Бонит Клермонтский, святой епископ Клермонский.
- Бруде IV, король пиктов (696—706).
- Гизульф I, герцог Беневенто (около 689—706).
- Корвул, герцог Фриуля.
- Нерсес I Бакур, католикос Алуанка (689—706).
- Теодофред, знатный вестгот, герцог; отец последнего правителя Вестготского королевства Родериха.
- Феодосий, герцог Неаполя (696—706).
- Фердульф, герцог Фриуля.
- Эбрульф Ушский, игумен Ушский.